# 司非增二
司非增二，即海豚座18（18 Delphini），又名Musica（拉丁文「音樂」），BD+10 4425，HD 199665、SAO 106712、HR 8030，是海豚座的一颗恒星，视星等为5.48，位于銀經58.69，銀緯-21.98，其B1900.0坐标为赤經20h 53m 36.9s，赤緯+10° -21.98′ 12″。該恆星是一顆黃巨星，距離地球約238光年。2008年在該恆星旁發現一顆太陽系外行星。

## 行星系統
2008年2月19日宣布發現該恆星旁有一顆質量是木星10.3倍的系外行星海豚座18b，日本的德島縣立城南高等學校天文社將其命名為Arion"阿里翁"，在2015年底被IAU國際天文學聯合會與該社對musica的命名一併於NameExoWorlds活動中認可。
| 成員 (依恆星距離) | 质量     | 半長軸 (AU) | 轨道周期 (天) | 離心率      | 傾角 | 半径 |
| ----------------- | -------- | ----------- | ------------- | ----------- | ---- | ---- |
| b                 | >10.3 MJ | 2.6         | 993.3 ± 3.2   | 0.08 ± 0.01 | —    | —    |

## 外部連結
- Jean Schneider. . Extrasolar Planets Encyclopaedia. 2011  [30 September 2011]. （原始内容存档于2012-05-05）.